# Zeul L

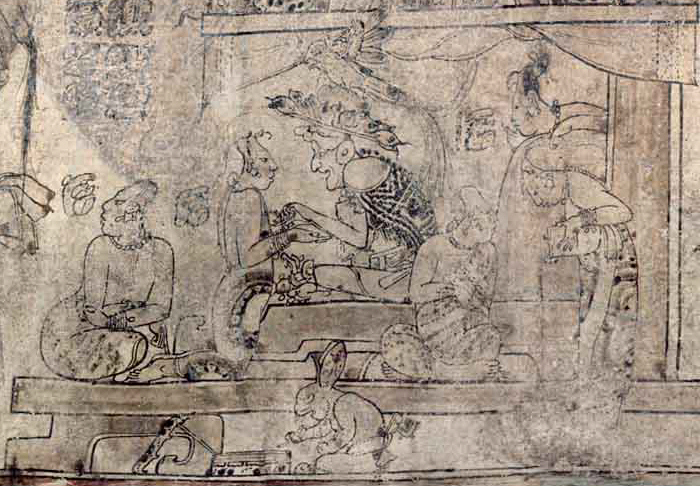
Zeul L se odihneşte în palatul său şi este înconjurat de femei tinere. Imagine centrală de pe Vasul Princeton, aparţinând perioadei clasice mayaşe.

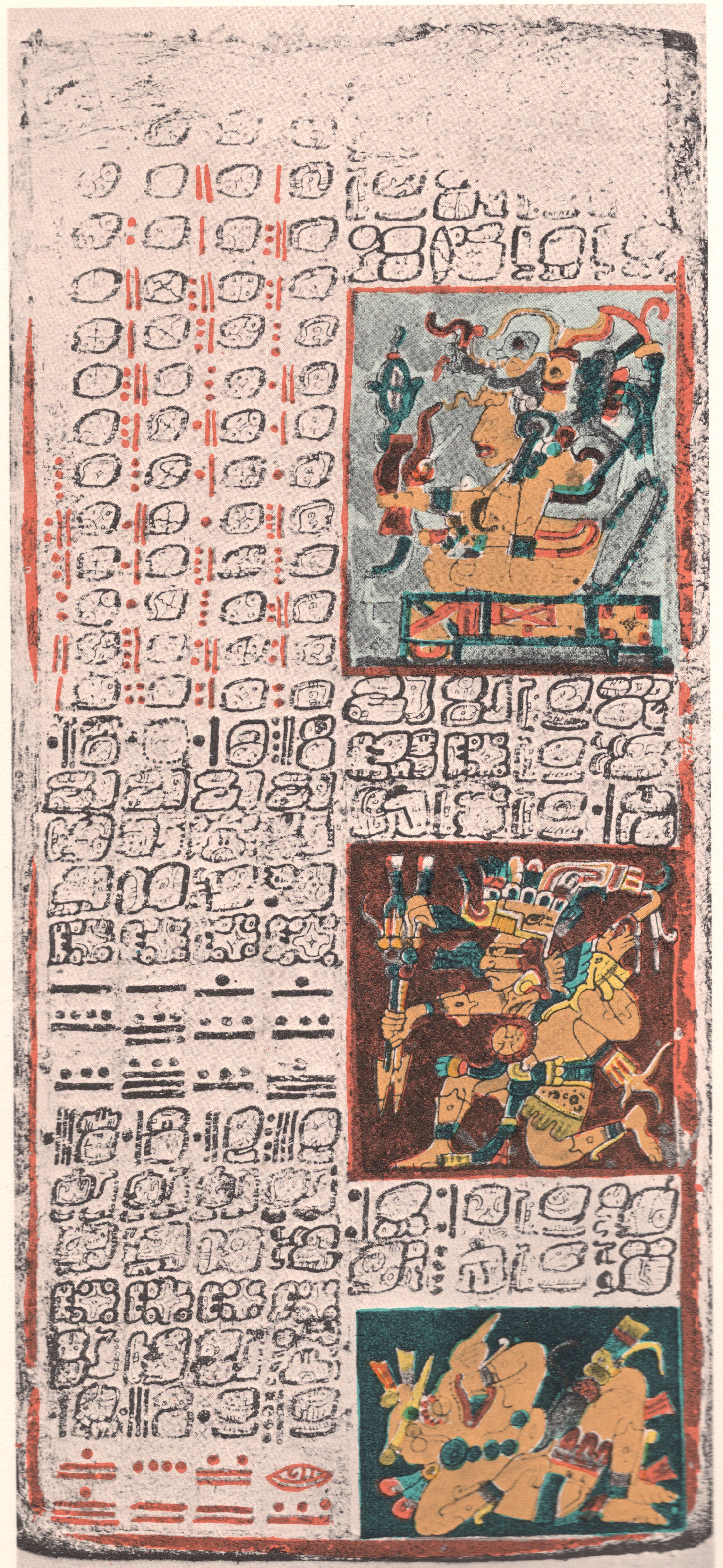
Codexul Dresda, pag. 2

Zeul L apare în clasificarea Schellhas-Zimmermann-Taube, este una dintre cele mai importante zeități mayașe, asociat de obicei cu comerțul. 
El este caracterizat de o vârstă ridicată, are trăsături de Jaguar (în special la urechi), o pălărie largă pe care stă o bufnita, și o manta de jaguar. 
Cea mai cunoscuta reprezentare a sa este pe ușa sanctuarului interior a Templului Crucii de la Palenque. Zeul L este considerat adevăratul zeu al lumii de dincolo.

## Numele
Semnul principal al zeului L  din Codexul Dresda constă în capul unui om în vârstă, vopsit negru. Dar lectura este nesigură. 

## Funcții principale
- comerțul[1]
- vrăjitoria neagră[2]
- violența și războiul[2]